# تاشبولاتوو
تاشبولاتوو (به لاتین: Tashbulatovo) یک منطقهٔ مسکونی در روسیه است که در باشقیرستان واقع شده‌است.